# Squadra rumena di Fed Cup
La squadra rumena di Fed Cup rappresenta la Romania nella Fed Cup, ed è posta sotto l'egida della Federaţia Română de Tenis.
La squadra partecipa alla competizione dal 1973, e ad oggi il suo miglior risultato sono le semifinali colte proprio nel suo primo anno in Fed Cup, il 1973.

## Romania in Fed Cup
La nazionale romena gioca per la prima volta la Fed Cup nel 1973: la squadra romena, trascinata da Virginia Ruzici e da Judith Gohn, riesce a sorpresa a giungere fino alle semifinali della competizione, battendo Brasile (3-0), Svezia (2-1) e Regno Unito (2-1); la loro avventura si ferma solo davanti al Sudafrica, che supera la nazionale est-europea per 2-1. Nel 1974, eliminano Argentina (2-1) e nuovamente la Svezia (2-1); nei quarti, cedono alla Germania dell'Est per 3-0.
Nel 1975, dopo un comodo successo sul Lussemburgo (3-0), si arrendono al secondo round contro l'Italia per 2-1. Nel 1976, per la prima volta nella loro breve storia in Fed Cup, le romene vengono estromesse al primo turno dalla forte Australia di Goolagong per 3-0; tuttavia, la nazionale est-europea si consola vincendo il torneo di consolazione tra i team che sono usciti immediatamente dalla competizione, senza perdere un singolo incontro in quattro tie disputati. 
Dopo non aver partecipato all'edizione del '77, la nazionale torna nel 1978: la recente vincitrice del Roland Garros Virginia Ruzici trascina la Romania nel successo contro l'Italia (2-1) e poi nella vittoria sulla Svizzera (2-1). Nei quarti contro l'Unione Sovietica, Florenţa Mihai perde il suo singolare e Ruzici  è costretta al ritiro contro Morozova (sul 4-6 3-4), costringendo le est-europee all'eliminazione. Nel 1979, le romene si fermano al secondo turno contro la Svizzera.
Nel 1980, dopo una netta imposizione sull'Irlanda (3-0, perdendo 6 giochi in tre match), si vendicano sulla Svizzera al secondo turno (2-1) e tornano nei quarti: nella circostanza, cedono alla Cecoslovacchia per 2-1. Nel 1981, battendo Ungheria (3-0) e Israele (3-0) sempre grazie al contributo decisivo di Ruzici, le romene tornano nei quarti, dove affrontano gli USA: contro Jaegar ed Evert le romene non possono nulla e, perdendo anche il doppio, perdono il tie per 3-0.
Dopo non aver preso parte alla Fed Cup nel 1982, ritornano nel 1983, arrendendosi alla Svizzera al secondo turno.
Dopo le assenze nel biennio '84-'85, la Romania torna alla competizione nel 1986 e, per la prima volta, è costretta a passare un turno di qualificazione per accedere al main-draw: il team romeno batte l'Irlanda (2-1) ma poi cede al primo turno al Brasile. 
Dopo 5 anni di assenza, la Romania torna a disputare la Fed Cup nel 1991 per la prima volta come Repubblica democratica: in luglio supera le qualificazioni eliminando Thailandia (2-1) e Cuba (3-0). Nel main-draw, le romene si arrendono alla Finlandia (3-0) al primo turno. Nello spareggio per non retrocedere ai gruppi zonali, battono il Portogallo (2-0).
Nel 1992, perdono subito dall'Austria per 2-1. Negli spareggi per rimanere nel World Group, le romene vengono superate dalla Bulgaria per 2-1, retrocedendo così nei gruppi zonali.
Fino al 1998, la Romania rimane nel gruppo zonale euro-africano, non riuscendo mai a risalire. Nel 1999, la nazionale riesce a qualificarsi al play-off per accedere al Gruppo II della competizione (il secondo livello della Fed Cup): tuttavia, escono di scena nella fase a gruppi, rimanendo nei gruppi zonali. Nel 2003, la Romania retrocede nell'ultimo livello della Fed Cup, il Gruppo II della zona euro-africana. Nel 2005 risale al gruppo I del gruppo zonale. La situazione della Romania non cambia fino al 2014, quando il team est-europeo vince il proprio girone (composto da Lettonia, Regno Unito e Ungheria) e poi riesce a vincere lo spareggio contro l'Ucraina, trascinato da Halep e Cîrstea. Nel play-off per accedere al Gruppo II, le romene sfidano la Serbia di Ivanović: Cîrstea, con due successi in singolare e Halep con la sua vittoria su Jovanovski portano la Romania nel Gruppo II, uscendo dai gruppi zonali dopo 22 anni. 
Nel 2015, la Romania vince il suo tie nel Gruppo Mondiale II contro la Spagna (3-2), grazie al doppio decisivo portato a casa da Niculescu e Begu su Muguruza e Medina (5-7 6-3 6-2). Si guadagna così il diritto di partecipare allo spareggio per ritornare nel World Group, dove affronta il Canada: dopo l'inattesa sconfitta di Begu (contro Abanda), Dulgheru sconfigge a sorpresa Eugenie Bouchard (6-4 6-4); nella seconda giornata, anche Mitu batte Bouchard (4-6 6-4 6-1) e infine Dulgheru regala il punto decisivo alle europee superando Abanda in tre set; chiudendo col punteggio finale di 3-2, le romene torneranno nel World Group della Fed Cup dopo 25 anni dall'ultima volta. 
Nel 2016, la Romania torna nel World Group e al primo turno è attesa dalla Repubblica Ceca, nazione campione in carica: Halep perde contro-pronostico da Plíšková mentre Niculescu sorprende Kvitová. Nella seconda giornata, Halep porta in vantaggio la sua nazionale sconfiggendo Kvitová (6-4 3-6 6-3) mentre Plíšková pareggia sul 2-2 battendo Niculescu. Nel doppio decisivo, Mitu/Olaru cedono nettamente a Plíšková/Strycová, fissando il risultato conclusivo sul 3-2 per le ceche. Le romene sono costrette ad affrontare lo spareggio per rimanere nella categoria: nella sfida con la Germania, vengono travolte per 4-1 e sono costrette alla retrocessione nel Gruppo Mondiale II. 

## Risultati
| = Incontro del Gruppo Mondiale |

### 2010-2019
| Anno | Turno                          | Data         | Sede           | Avversario    | Punteggio | Esito     |
| ---- | ------------------------------ | ------------ | -------------- | ------------- | --------- | --------- |
| 2010 | Gruppo I, Fase a gironi        | 3 febbraio   | Lisbona (PRT)  | Svizzera      | 1 – 2     | Sconfitta |
| 2010 | Gruppo I, Fase a gironi        | 4 febbraio   | Lisbona (PRT)  | Croazia       | 2 – 1     | Vittoria  |
| 2010 | Gruppo I, Fase a gironi        | 5 febbraio   | Lisbona (PRT)  | Portogallo    | 2 – 1     | Vittoria  |
| 2010 | Gruppo I, Playoff 5º-8º posto  | 6 febbraio   | Lisbona (PRT)  | Ungheria      | 2 – 1     | Vittoria  |
| 2011 | Gruppo I, Fase a gironi        | 2 febbraio   | Eilat (ISR)    | Paesi Bassi   | 0 – 3     | Sconfitta |
| 2011 | Gruppo I, Fase a gironi        | 3 febbraio   | Eilat (ISR)    | Lettonia      | 2 – 1     | Vittoria  |
| 2011 | Gruppo I, Fase a gironi        | 4 febbraio   | Eilat (ISR)    | Ungheria      | 2 – 1     | Vittoria  |
| 2011 | Gruppo I, Playoff 5º-8º posto  | 5 febbraio   | Eilat (ISR)    | Israele       | 1 – 2     | Sconfitta |
| 2012 | Gruppo I, Fase a gironi        | 1º febbraio  | Eilat (ISR)    | Croazia       | 2 – 1     | Vittoria  |
| 2012 | Gruppo I, Fase a gironi        | 2 febbraio   | Eilat (ISR)    | Lussemburgo   | 3 – 0     | Vittoria  |
| 2012 | Gruppo I, Fase a gironi        | 3 febbraio   | Eilat (ISR)    | Polonia       | 1 – 2     | Sconfitta |
| 2012 | Gruppo I, Playoff 5º-8º posto  | 4 febbraio   | Eilat (ISR)    | Ungheria      | 2 – 0     | Vittoria  |
| 2013 | Gruppo I, Fase a gironi        | 6 febbraio   | Eilat (ISR)    | Polonia       | 1 – 2     | Sconfitta |
| 2013 | Gruppo I, Fase a gironi        | 7 febbraio   | Eilat (ISR)    | Israele       | 2 – 1     | Vittoria  |
| 2013 | Gruppo I, Fase a gironi        | 8 febbraio   | Eilat (ISR)    | Turchia       | 1 – 2     | Sconfitta |
| 2013 | Gruppo I, Playoff 9º-12º posto | 9 febbraio   | Eilat (ISR)    | Austria       | 1 – 2     | Sconfitta |
| 2014 | Gruppo I, Fase a gironi        | 5 febbraio   | Budapest (HUN) | Ungheria      | 2 – 1     | Vittoria  |
| 2014 | Gruppo I, Fase a gironi        | 7 febbraio   | Budapest (HUN) | Gran Bretagna | 2 – 1     | Vittoria  |
| 2014 | Gruppo I, Fase a gironi        | 8 febbraio   | Budapest (HUN) | Lettonia      | 2 – 1     | Vittoria  |
| 2014 | Gruppo I, Playoff              | 9 febbraio   | Budapest (HUN) | Ucraina       | 2 – 0     | Vittoria  |
| 2014 | Spareggi Gruppo Mondiale II    | 19-20 aprile | Bucarest (ROU) | Serbia        | 4 – 1     | Vittoria  |
| 2015 | Gruppo Mondiale II             | 7-8 febbraio | Galați (ROU)   | Spagna        | 3 – 2     | Vittoria  |
| 2015 | Spareggi Gruppo Mondiale       | 18-19 aprile | Montréal (CAN) | Canada        | 3 – 2     | Vittoria  |